# Tangjian (köpinghuvudort i Kina, Jiangsu Sheng, lat 34,13, long 119,00)
Tangjian är en köpinghuvudort i Kina. Den ligger i provinsen Jiangsu, i den östra delen av landet, omkring 230 kilometer norr om provinshuvudstaden Nanjing. Antalet invånare är 29 299. Befolkningen består av 14 838 kvinnor och 14 461 män. Barn under 15 år utgör 18,0 %, vuxna 15-64 år 69 %, och äldre över 65 år 11,0 %.
Runt Tangjian är det tätbefolkat, med 659 invånare per kvadratkilometer. Närmaste större samhälle är Yitao, 10,4 km sydost om Tangjian. Trakten runt Tangjian består till största delen av jordbruksmark.
Genomsnittlig årsnederbörd är 1 072 millimeter. Den regnigaste månaden är juli, med i genomsnitt 287 mm nederbörd, och den torraste är januari, med 12 mm nederbörd.